# 小行星2435
小行星2435（2435 Horemheb）是一颗围绕太阳公转的小行星。1960年9月24日，C. J. 万·豪敦、I. 万·豪敦-格勒内费尔德、T. 赫雷爾斯在帕洛马山发现了此天体。
該小行星以古埃及法老霍朗赫布命名。
这颗小行星的绝对星等为183.66538等。